# 繽紛海濱鬥牛場
繽紛海濱鬥牛場（英語：cool cool seaside）是一個位於臺灣高雄市鼓山區的社區活動空間，並於2018年獲得建築園治獎的高雄市公共建築景觀類。

## 歷史
該球場位於台灣日治時期的二號船渠碼頭，也是舊濱海鐵路的終點站，後來將該地區稱為「哈瑪星」。高雄市政府都市發展局於2017年9月份的生態交通全球盛典期間，主動改善捷興一街的閒置空間，重新設置籃球場及貨櫃涼亭。

## 爭議
該球場的空間設計不符合標準比例規格，並將籃球架和燈柱設置於球場禁區內，及外圍未架設基本防護設施等場地問題。負責「捷興一街社區空間環境改造案」的建築師辜達齊表示，該案屬景觀改造工程，而不是球場改建。高雄市政府都市發展局表示，參考巴黎和泰國的空間改造案例，所重新繪製場地原有的籃球發球線和鋪面色彩，及修正球場東西向的逆光問題，並設置兩座可移動籃框，方便社區居民舒適運動。而建築園治獎執行長李正聰針對該獲獎作品爭議表示，評選的重點從來不在籃球場本身，而是以整體社區改造為重點，不會撤銷此次得獎資格。